# Бабичовка (Полтавская область)
Бабичо́вка (укр. Бабичівка) — село,
Бабичовский сельский совет,
Глобинский район,
Полтавская область,
Украина.
Код КОАТУУ — 5320680401. Население по переписи 2001 года составляло 599 человек.
Является административным центром Бабичовского сельского совета, в который, кроме того, входят сёла
Набережное,
Новобудова и
Устимовка.
Село указано на специальной карте Западной части России Шуберта 1826-1840 годов, рядом видны Твердохлебы uk:Твердохліби (Глобинський район).

## Географическое положение
Село Бабичовка находится на правом берегу реки Сухой Кагамлык,
выше по течению на расстоянии в 2,5 км расположено село Яроши,
ниже по течению примыкает село Набережное,
на противоположном берегу — село Устимовка.
На реке большое водохранилище.
Рядом проходит автомобильная дорога Т-1716.

## Экономика
- Молочно-товарная ферма.
- ЧП «Отчизна».
- АПФ «Им. Петровского».

## Объекты социальной сферы
- Школа.